# Синець (риба)
Синець (Ballerus) — рід коропоподібних риб родини ялецевих (Leuciscidae). Містить два види, поширені в прісних водах Євразії.

## Таксономія
Тривалий час цей рід не визнавали за самостійний і розглядали у складі роду Abramis (лящ).
У складі роду Синець — два види:
- Синець звичайний Ballerus ballerus (Linnaeus, 1758)
- Синець-білоочка Ballerus sapa (Pallas, 1814)

Обидва види відомі у складі фауни України (напр.: Мовчан, 2011).